# كثيب

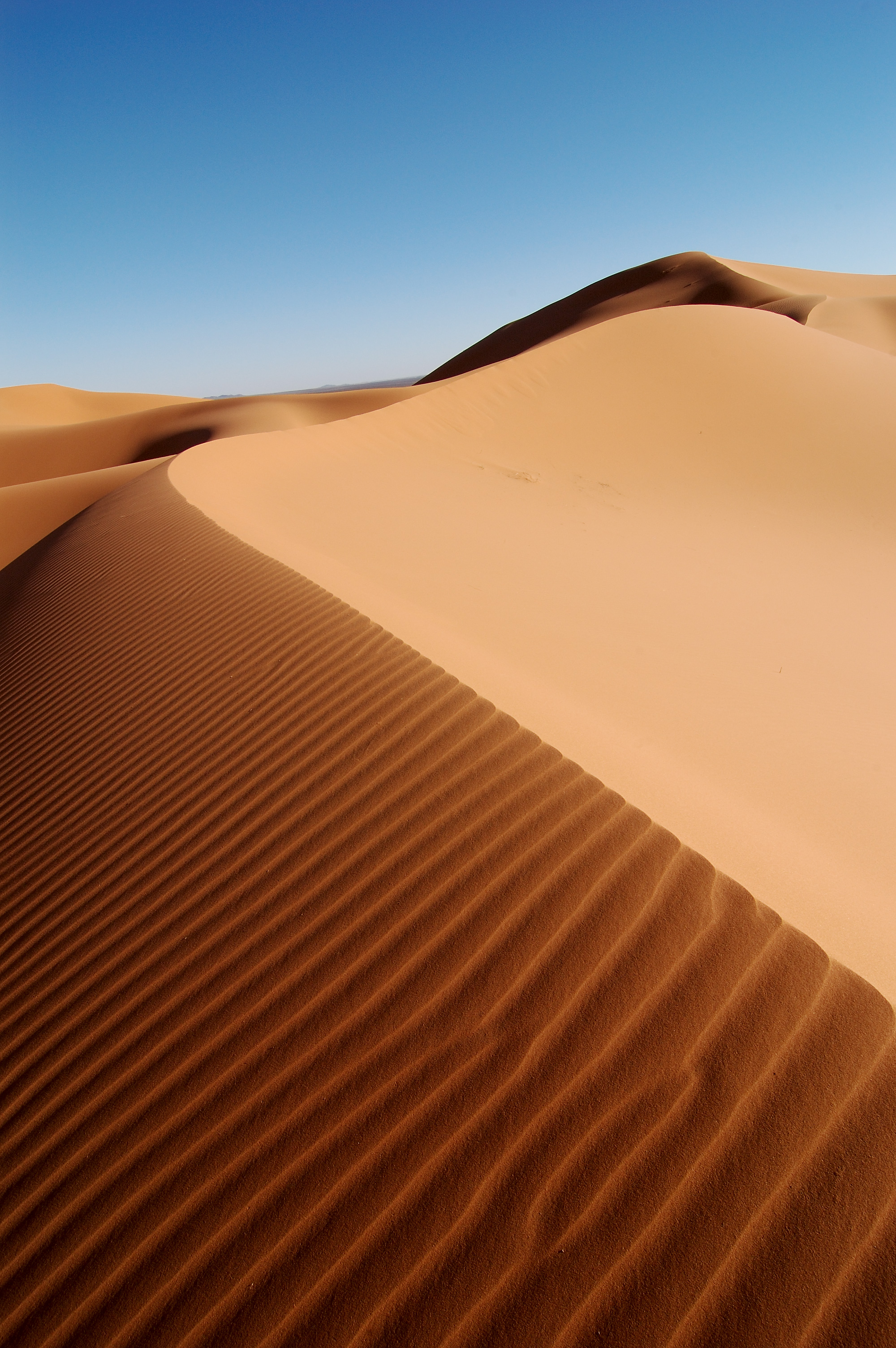
عروق الشيبة في المغرب

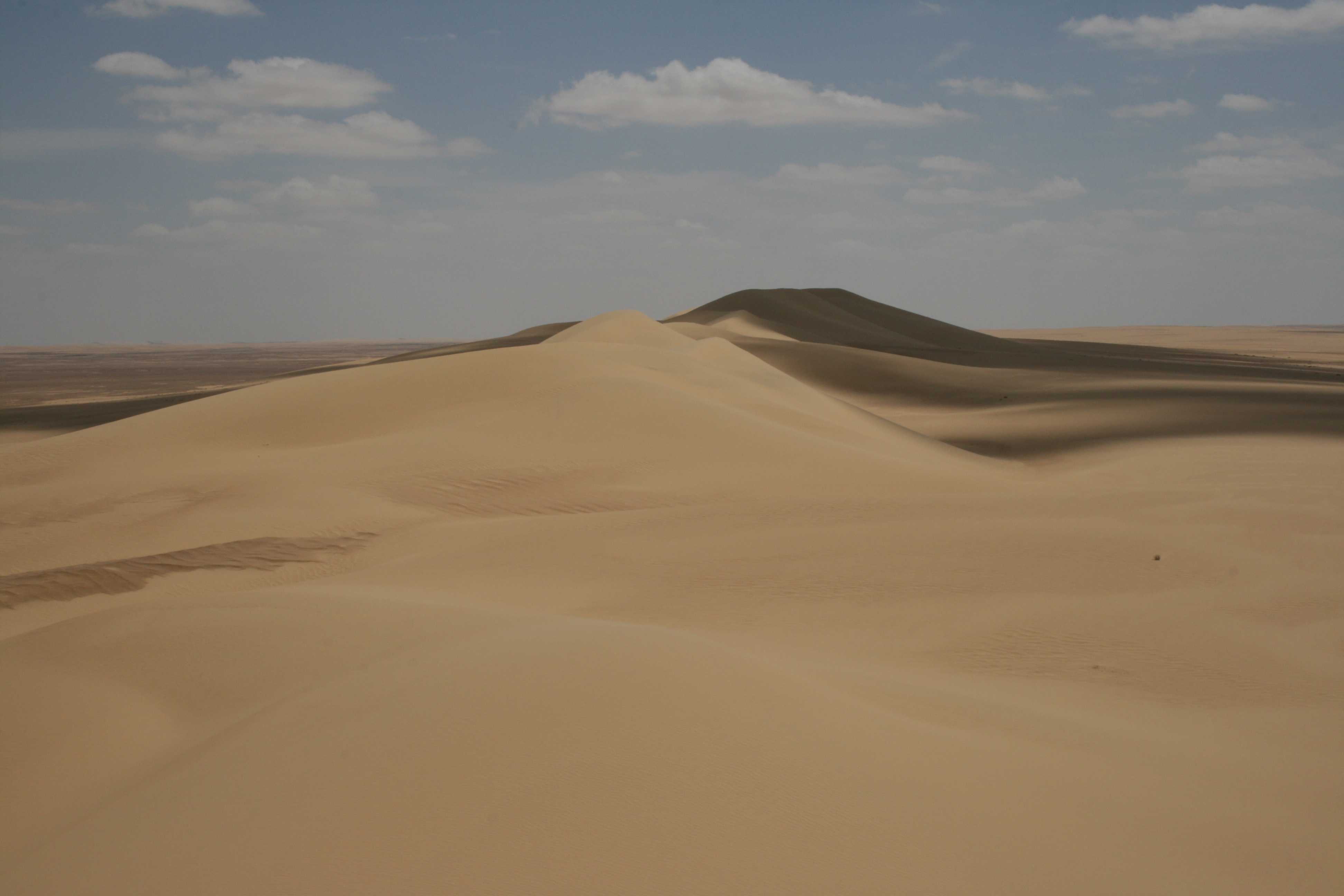
منخفض القطارة في مصر

الكَثِيبُ الرملي (جمع كثبان ) في الجغرافيا الطبيعية، هي كتل من الرمال تحركها الرياح ثم تلقيها هنا وهناك . تكثر الكثبان الرملية عادة في المناطق الصحراوية، حيث الرمال التي تجرفها الرياح فتغطي مساحات كبيرة من الأرض. قد تكون الكُثبان طويلة وضيِّقة، وقد تأخذ شكل الهلال. وتوجد لبعض الكثبان ثلاث قمم أو أكثر، تمتد عادة من القمة المركزية للكثيب. ويصل ارتفاع الكثبان الرملية في بعض المناطق إلى 300م. وتنتشر معظم الكثبان في مجموعات مترامية الأطراف، وتُعَرف باسم حقول الكثبان، ويُطْلَق على المناطق الشاسعة من الكثبان المنتشرة في منطقة الصحارَى وفي الصحارى الواسعة اسم بحار الرِّمال. ويزحف كثير من الكثبان عبر الأراضي ويتم هذا بفعل الرياح التي تنقل حبات الرمال من أحد جوانب الكثيب وتضعها على الجانب الآخر. وتتسبب الكثبان المتحركة في إغلاق الطرق وردم المنازل وتدمير الأراضي الزراعية.
توجد الكثبان أيضًا في المناطق غير الرملية مثل الدائرة القطبية حيث تقوم الرياح بترسيب مواد أخرى غير الرمال. كما توجد كثبان الطين في إفريقيا وأستراليا والولايات المتحدة الأمريكية.
تتكون الكثبان الرملية من حبيبات الرمل بنسبة 59٪ والنسب القليلة المتبقية تمثل حبيبات السلت وبعض البقايا العضوية الأخرى ويتراوح حجم حبيبات الرمل ما بين 0.02 - 0.2 مم وهى مكونه كيميائيا من نفس المكونات الكيميائية للصخور التي منها نشأت.
والكثبان الرملية إما أن تكون متجانسة أو غير متجانسة ولونها إما أن يكون أصفر فاتح لوجود معدن الكوارتز وعدم وجود المواد العضوية أو بنى محمر لوجود أكاسيد الحديد.

## أشكال الكثبان الرملية

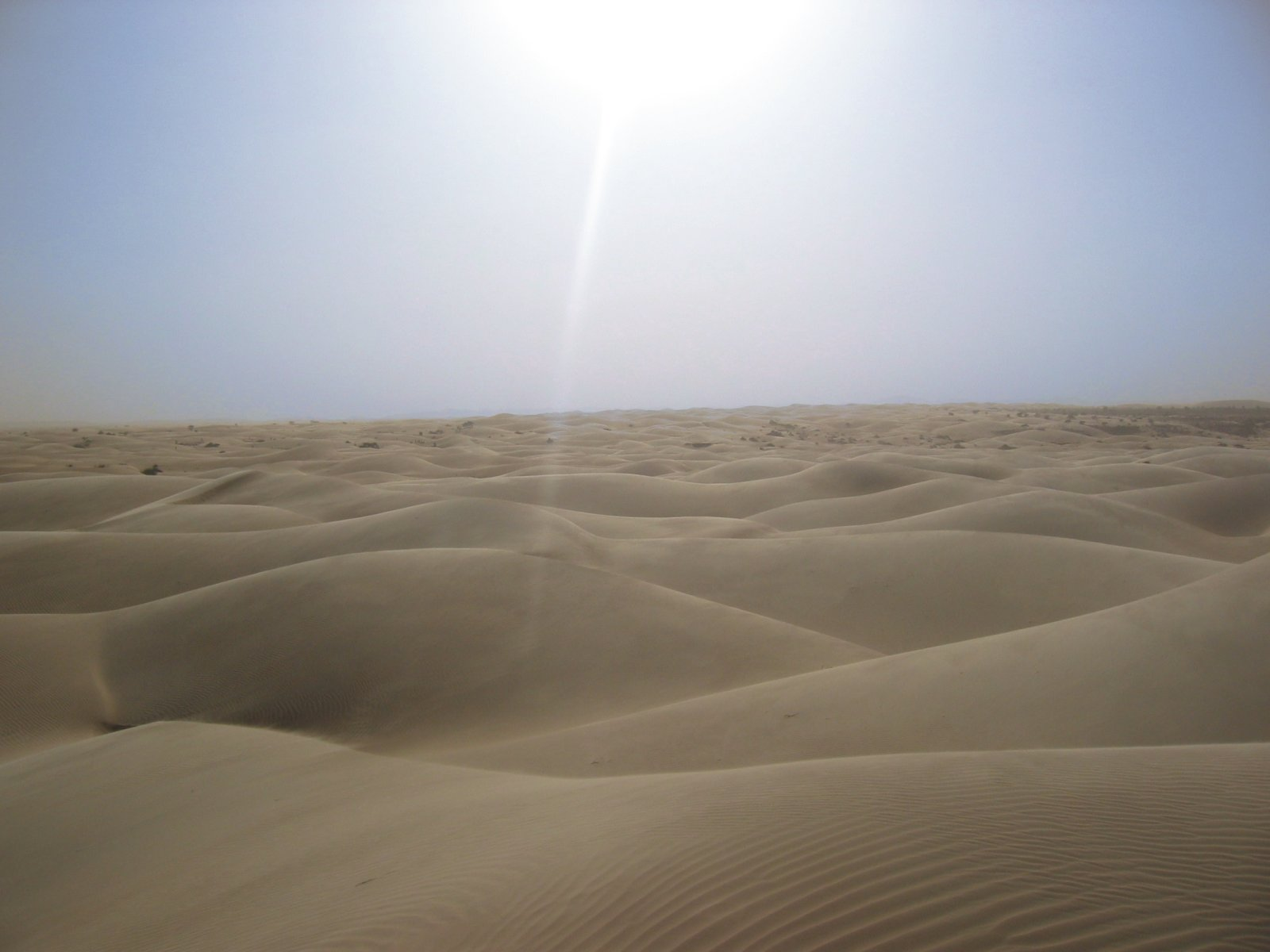
تُظهر الصورة مشهدًا طبيعيًا للكثبان الرملية في منطقة كتبيب، حيث تتوزع بأشكال متموجة تعكس تأثير الرياح المستمر على حركة الرمال ونمط تكوين الكثبان.

### هلالية
الكثبان الهلالية أو البرخانات كثبان رملية هلالية الشكل يبلغ ارتفاعها 5-10 م وقد يزيد في بعض الحالات عن 35 م. ويشير اتجاه ذراعي الهلال للكثيب على اتجاه الرياح السائدة في المنطقة. وتعدّ الكثبان الهلالية الأكثر خطورة وتأثيراً على البيئة والزراعة والمرافق العامة, مع الصعوبة البالغة في تثبيتها بالوسائل الحيوية, حيث لا يستطيع النباتات النمو عليها, إما بسبب تكشف جذورها واقتلاعها وإما بطمرها, نظراً لسرعة حركة وانتقال الكثبان الرملية من مكانها, وفقدها السريع للرطوبة بسبب الحركة الدائمة للرمال المشكلة لها, مما لا يسمح بنمو غطاء نباتي.

### قوسية
الكثبان القوسية: على شكل هلال متطاول (تكون بداخلها ما يشبه حافر الفرس) ويكون اتجاه ذراعي الهلال بعكس اتجاه الرياح السائدة.

### سيفية
الكثبان الطولية أو العروق (جمع عِرق) أو السيوف أو الغرود (جمع غرد)  كثبان رملية طولانية الشكل يبلغ ارتفاعها عدة أمتار ويمكن أن يصل إلى 250 م كما في إيران. أما طولها فقد يصل في بعض الحالات إلى عدة مئات من الكيلومترات كما هو موجود في كثبان الصحراء الكبرى.

### هرمية
الكثبان الهرمية رملية الشكل يمكن أن يصل ارتفاعها إلى عشرات الأمتار، وتتكون تحت تأثير الرياح متعددة الإتجاهات، وعمومًا لا يُشكل هذا النوع من الكثبان خطرًا على البيئة.

## اقرأ أيضا
- نبكات
- تلال كويوت
- تطعيس
- عرق
- أخدود بليد ريفر